# 黒須駅 (埼玉県古谷村)
黒須駅（くろすえき）は、かつて埼玉県入間郡古谷村（現・川越市）古谷上に存在した、西武鉄道大宮線の停留場。

## 概要
沼端駅から東進して沼端集落を通り抜け、五差路を右に入って道なりに直進した場所、現在のセブンイレブンがある所にあった。荒川西岸最後の停留場であった。
ここから先、線路は荒川を100メートルほどの木橋で越えていた。鉄橋に架け替える金がなかったための処置であるが、荒川は暴れ川として知られる川であるために大雨の時は危険で、橋の中央に電車を1両留置しておもしとし、橋が流されないようにしていたという話まである。またそこまでしても実際に橋脚が流されたこともあり、何度か補修を行っている。
なお、大正年間に当地域に内務省の荒川上流改修事務所が置かれた際、資材輸送のため引き込み線が設けられたことがあった。

## 歴史
- 1906年（明治39年）4月16日：川越電気鉄道により開業。
- 1914年（大正3年）12月：会社合併に伴い、武蔵水電川越東線の停留場となる。
- 1922年（大正11年）
  - 6月1日：会社分離に伴い武蔵鉄道（後の西武鉄道）の停留場となる。
  - 11月17日：川越東線の線名改称に伴い、大宮線の停留場となる。
- 1927年（昭和2年）8月28日 - 9月3日：車庫火災により運休。
- 1940年（昭和15年）12月20日：大宮線休止。
- 1941年（昭和16年）2月25日：大宮線の廃線に伴い廃止となる。

## 廃線後の状況

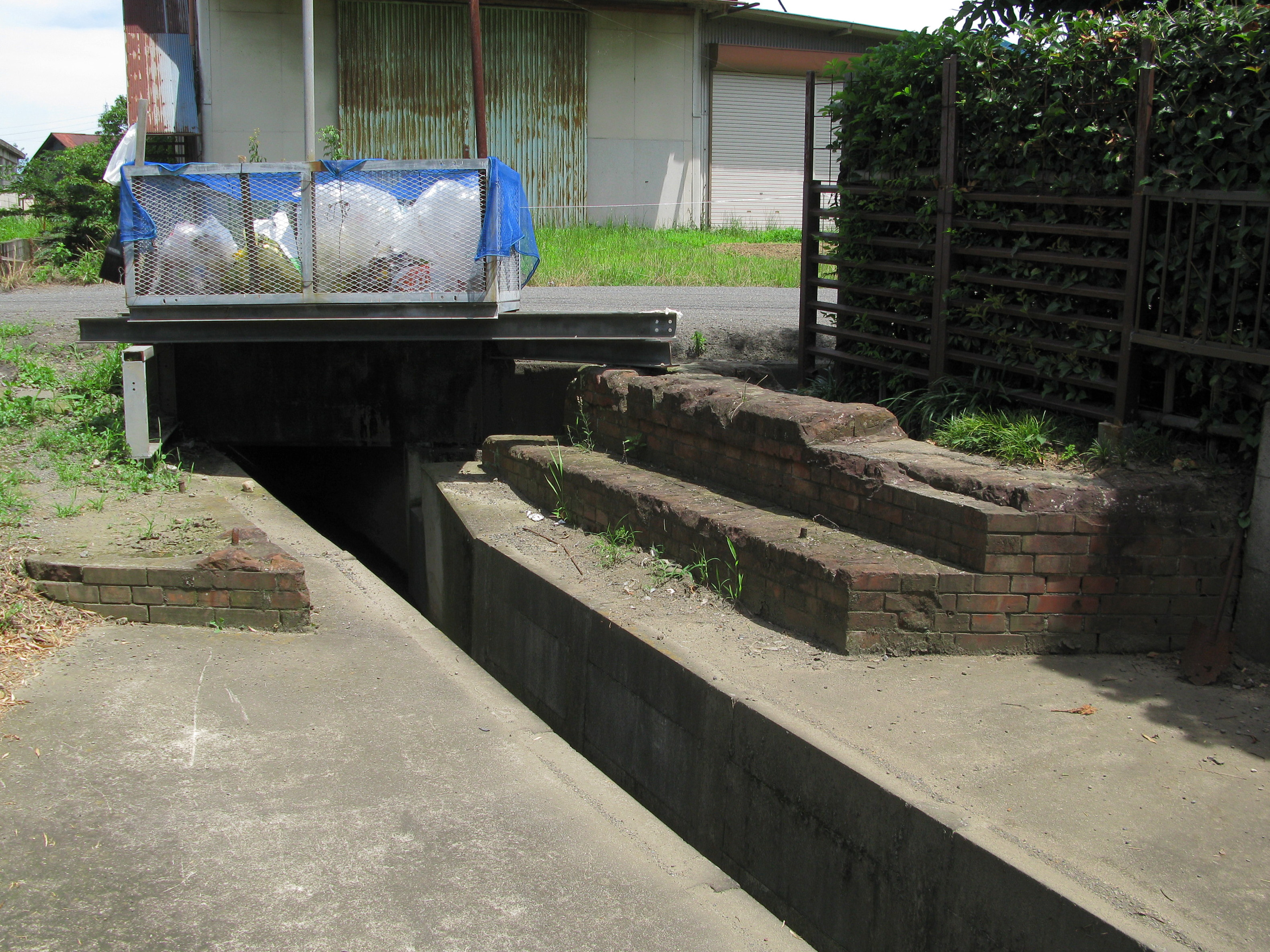
橋台の遺構（2012年7月）

現在電停自体の跡地は残っていないが、電停の直前、小さな用水路をまたぐ部分に煉瓦造りの小さな橋台が一対残されている。
以前はほぼ完全な形であったものを、用水路の改修により下をコンクリートに固められてしまっているが、アンカーボルトを切断した跡が残るなど、廃止後70年近いことを考えると比較的保存状態は良好である。なお、当線の遺構が残されているのはここのみであり、その意味でも極めて貴重なものである。
この先廃線跡は細道となって残されているが、ダートとなった後に川へぶつかって唐突に行き止まりとなる。この先の川は、荒川の流路が改修で大きく変更された際、旧流路が切り離されて残されたもので、大きな堰が設置されるなど大改造を受けており、当線現役当時の痕跡は潰滅している。

## 隣の駅
西武鉄道
大宮線
沼端駅 - 黒須駅 - 芝地駅